# Jan II. Smil
Jan II. Smil (chorvatsky Ivan II. Similo Bohemus, zemřel po 17. březnu roku 1394 v Záhřebu) byl záhřebský biskup původem z Čech.

## Život a činnost
Biskup Jan pocházel z Čech. Do roku 1380 byl čanádským biskupem.
Poté, co král Zikmund zbavil funkce záhřebského biskupa Pavla Charváta, jmenoval na jeho místo svého biskupa Jana, kterého potvrdil papež.
Během svého úřadu se dostal do sporu se záhřebskou Kapitulou ohledně majetku. Později dokonce došlo k ozbrojenému střetu se záhřebskými měšťany Gradce ohledně obchodního práva na městských trzích.
Zavedl tradici každoročního shromáždění biskupských činovníků. Nechal také sepsat první katalog inventáře záhřebské katedrály (do 17. března 1394), a tím položil základ Metropolitní knihovny a katedrální pokladnice.
Biskup Jan II. Smil zemřel někdy po 17. březnu 1394. (datum sestavení inventáře pokladnice), avšak s největší pravděpodobností ještě v průběhu roku 1394.